# 1999 en science-fiction
| Années de la science-fiction : 1996 - 1997 - 1998 - 1999 - 2000 - 2001 - 2002    |
| Décennies de la science-fiction : 1960 - 1970 - 1980 - 1990 - 2000 - 2010 - 2020 |

L'année 1999 a été marquée, en matière de science-fiction, par les événements suivants.

## Naissances et décès

### Décès
- 25 septembre : Marion Zimmer Bradley, écrivain américaine, morte à 69 ans.

## Événements
- Création de NooSFere, association qui a pour but de promouvoir la science-fiction parue en langue française ; son principal vecteur de diffusion est un site internet du même nom.
- Fin de publication des ouvrages dans la collection Le Grand Temple de la S-F, éditée par les éditions Pocket. La collection avait commencé son existence en 1988.
- Première édition de la convention Générations Star Wars et Science Fiction (le 10 octobre) et création de l'association qui gère cet événement Les Héritiers de la Force (le 13 décembre).

## Prix

### Prix Hugo
- Roman : Sans parler du chien (To Say Nothing of the Dog) par Connie Willis
- Roman court : Océanique (Oceanic) par Greg Egan
- Nouvelle longue : Taklimakan (Taklamakan) par Bruce Sterling
- Nouvelle courte : Le Pouls brutal de la machine (The Very Pulse of the Machine) par Michael Swanwick
- Livre non-fictif ou apparenté : The Dreams Our Stuff is Made Of : How Science Fiction Conquered the World par Thomas M. Disch
- Film ou série : The Truman Show, réalisé par Peter Weir
- Éditeur professionnel : Gardner Dozois
- Artiste professionnel : Bob Eggleton
- Magazine semi-professionnel : Locus, dirigé par Charles N. Brown
- Magazine amateur : Ansible (Dave Langford, éd.)
- Écrivain amateur : Dave Langford
- Artiste amateur : Ian Gunn
- Prix Campbell : Nalo Hopkinson

### Prix Nebula
- Roman : La Parabole des talents (Parable of the Talents) par Octavia E. Butler
- Roman court : L'Histoire de ta vie (Story of Your Life) par Ted Chiang
- Nouvelle longue : Mars is No Place for Children par Mary A. Turzillo
- Nouvelle courte : The Cost of Doing Business par Leslie What
- Script : Sixième sens (The Sixth Sense) par M. Night Shyamalan
- Prix du service pour la SFWA : George Zebrowski et Pamela Sargent (ex æquo)
- Auteur émérite : Daniel Keyes
- Grand maître : Hal Clement

### Prix Locus
- Roman de science-fiction : Sans parler du chien (To Say Nothing of the Dog) par Connie Willis
- Roman de fantasy : La Bataille des rois, L'Ombre maléfique et L'Invincible Forteresse (A Clash of Kings) par George R. R. Martin
- Roman de dark fantasy ou d'horreur : Sac d'os (Bag of Bones) par Stephen King
- Premier roman : La Ronde des esprits (Brown Girl in the Ring) par Nalo Hopkinson
- Roman court : Océanique (Oceanic) par Greg Egan
- Nouvelle longue : La Plongée de Planck (The Planck Dive) par Greg Egan et Taklimakan (Taklamakan) par Bruce Sterling (ex æquo)
- Nouvelle courte : Maneki Neko (Maneki Neko) par Bruce Sterling
- Recueil de nouvelles : The Avram Davidson Treasury par Avram Davidson
- Anthologie : Légendes (Legends) par Robert Silverberg, éd.
- Livre non-fictif : The Dreams Our Stuff Is Made Of: How Science Fiction Conquered the World par Thomas M. Disch
- Livre d'art : Spectrum 5: The Best in Contemporary Fantastic Art par Cathy Fenner et Arnie Fenner, éds.
- Éditeur : Gardner Dozois
- Magazine : Asimov's Science Fiction
- Maison d'édition : Tor
- Artiste : Michael Whelan

### Prix British Science Fiction
- Roman : The Sky Road par Ken MacLeod
- Fiction courte : Hunting the Slarque par Eric Brown

### Prix Arthur-C.-Clarke
- Lauréat : Dreaming In Smoke par Tricia Sullivan

### Prix Sidewise
- Format long : Voyage (Voyage) par Stephen Baxter
- Format court : Les Diables étrangers (Foreign Devils) par Walter Jon Williams

### Prix E. E. Smith Memorial
- Lauréat : Bob Eggleton

### Prix Theodore-Sturgeon
- Lauréat : L'Histoire de ta vie (Story of Your Life) par Ted Chiang

### Prix Lambda Literary
- Fiction spéculative : Bending the Landscape II: Science Fiction par Nicola Griffith et Stephen Pagel, éds.

### Prix Seiun
- Roman japonais : Suisei gari par Yūichi Sasamoto

### Grand prix de l'Imaginaire
- Roman francophone : Les Futurs Mystères de Paris par Roland C. Wagner
- Nouvelle francophone : L'Amour au temps du silicium par Jean-Jacques Nguyen

### Prix Kurd-Laßwitz
- Roman germanophone : Jésus vidéo (Das Jesus Video) par Andreas Eschbach

## Parutions littéraires

### Romans
- Au tréfonds du ciel par Vernor Vinge.
- Babylon Babies par Maurice G. Dantec.
- Bios par Robert Charles Wilson.
- Le Chant du cosmos par Roland C. Wagner.
- Les Chasseurs stellaires d’Adumar par Aaron Allston.
- Confessions d'un automate mangeur d'opium par Fabrice Colin et Mathieu Gaborit.
- Le Dieu nu par Peter F. Hamilton.
- L'Échelle de Darwin par Greg Bear.
- Les Fables de l'Humpur par Pierre Bordage.
- Flashforward par Robert J. Sawyer.
- La Liberté éternelle par Joe Haldeman.
- La Maison des Atréides par Brian Herbert et Kevin J. Anderson.
- Prisonniers du temps par Michael Crichton.
- La Stratégie de l'ombre par Orson Scott Card.
- Temps par Stephen Baxter.
- Tomorrow's Parties par William Gibson.
- Le Triomphe de Fondation par David Brin.
- La Vengeance d'Isard par Michael A. Stackpole.

### Recueils de nouvelles et anthologies
- L'Archipel du Rêve par Christopher Priest.
- Escales 2000.
- Horizons lointains.
- Les Horizons divergents.
- Les Mondes d'Honor.
- Invasions 99, anthologie de dix-neuf nouvelles réunies par Gilles Dumay.

### Nouvelles
- L'Apopis républicain par Ugo Bellagamba.

### Bandes dessinées
- Le Fruit de la connaissance, 2e album de la série Universal War One, écrit et dessiné par Denis Bajram.

## Sorties audiovisuelles

### Films
- eXistenZ par David Cronenberg.
- Galaxy Quest par Dean Parisot.
- Jin-Roh, la brigade des loups par Hiroyuki Okiura.
- Le Géant de Fer par Brad Bird.
- Matrix par Andy et Larry Wachowski.
- Passé Virtuel par Josef Rusnak.
- Peut-être par Cédric Klapisch.
- Star Wars, épisode I : La Menace fantôme par George Lucas.
- Wing Commander par Chris Roberts.

### Téléfilms
- Choc mortel par Armand Mastroianni.
- Embrouilles dans la galaxie par Paul Schneider.
- Escape from Mars par Neill Fearnley.
- Judgment Day par John Terlesky.
- Leavenworth 2070 AD par Harley's House Editorial.
- Net Force par Robert Lieberman.

### Séries
- Futurama, saison 1 et saison 2.
- Stargate SG-1, saison 3
- X-Files : Aux frontières du réel, saison 7.

## Sorties vidéoludiques
- Malkari par Interactive Magic.

## 1999 dans la fiction
- Le 10 juin 1999, roman de Eric L. Harry paru en 1993, se déroule en 1999.
- Cosmos 1999, série télévisée, commence en 1999.